# Скібнев-Подавце
Скібнев-Подавце (пол. Skibniew-Podawce) — село в Польщі, у гміні Соколів-Підляський Соколовського повіту Мазовецького воєводства.
Населення — 257 осіб (2011).
У 1975-1998 роках село належало до Седлецького воєводства.

## Демографія
Демографічна структура станом на 31 березня 2011 року:
|          | Загалом | Допрацездатний вік | Працездатний вік | Постпрацездатний вік |
| -------- | ------- | ------------------ | ---------------- | -------------------- |
| Чоловіки | 133     | 24                 | 88               | 21                   |
| Жінки    | 124     | 23                 | 69               | 32                   |
| Разом    | 257     | 47                 | 157              | 53                   |